# Torfbruch bei Polßen
Koordinaten: 53° 9′ 13″ N, 13° 58′ 2″ O
Der Torfbruch bei Polßen ist ein 13,63 ha großes Naturschutzgebiet im Landkreis Uckermark in Brandenburg. Es liegt südöstlich von und direkt anschließend an Polßen, einem Ortsteil der Gemeinde Gramzow.
Das Gebiet steht seit dem 1. Oktober 1990 unter Naturschutz. Es dient „zur Erhaltung und Wiederherstellung von Lebensräumen bedrohter Tier- und Pflanzenarten, insbesondere der Lebensgemeinschaften der feuchten Orchideenwiesen.“